# ЯНеБоюсьСказати

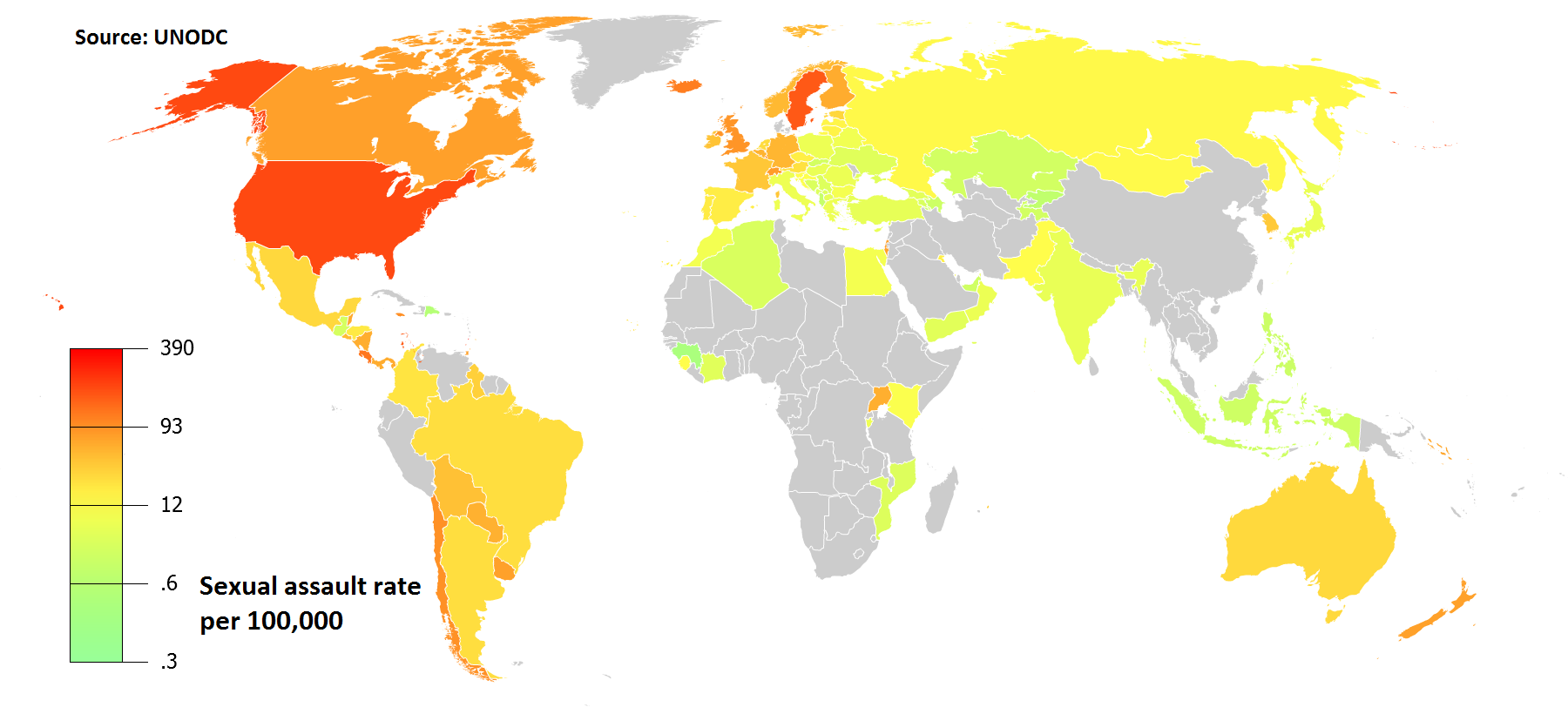
Сексуальне насильство у світі за 2010—2012 роки на 100000 осіб

#яНеБоюсьСказати — всеукраїнська мережева соціальна акція 2016 року з висвітлення проблеми сексуального насильства проти жінок в Україні, започаткована Анастасією Мельниченко, громадською активісткою, феміністкою, журналісткою, директоркою ГО «STUDENA». Акція набула міжнародного поширення та розголосу в зарубіжних медіа. Вітчизняний аналог міжнародного руху MeToo.

## Початок
Флешмоб було започатковано 5 липня 2016 року, коли Анастасія Мельниченко опублікувала допис у Facebook, де розповіла про свій досвід сексуального насильства і закликала інших жінок і чоловіків розповідати свої історії. Цей пост став початком онлайн флешмобу, який триває й досі. До акції долучилися не лише українки та українці, але й представники інших країн. Активну участь в акції брали публічні особи та ЗМІ, що допомогло флешмобу набути великої популярності.

## Сутність

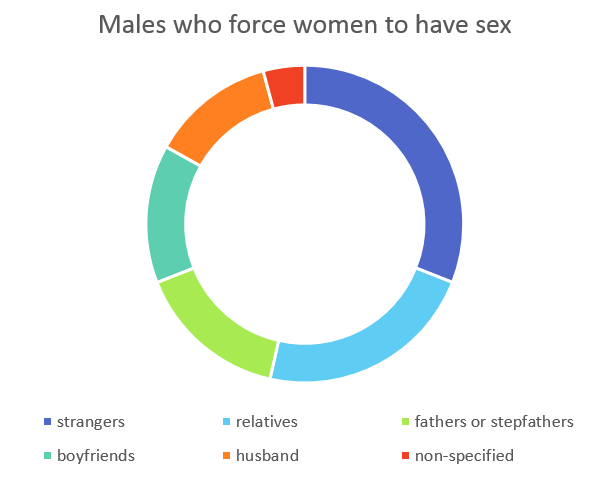
Чоловіки, що змушували жінок до сексу (за спаданням): незнайомці; родичі; батьки/вітчими; бойфренди; чоловіки; не визначено

Розміщення інформативної основи під хештегом #яНеБоюсьСказати пов'язане з відвертими розповідями з життя щодо сексуальних домагань, зґвалтування, байдужого ставлення правоохоронних органів та засудження близькими оповідачок, котрі пережили гендероване, здебільшого сексуальне насильство. Метою акції є привернення уваги суспільства до проблем сексуального насильства проти жінок, а також проблеми звинувачень постраждалої, проти якої здійснили насильство.
| Я хочу, аби сьогодні говорили ми, жінки. Аби ми говорили про насильство, яке пережила більшість з нас. Я хочу, аби ми не оправдувалися “я йшла у спортивках серед дня, а мене все одно схопили”. Бо нам не треба оправдуватися. Ми не винні, винен ЗАВЖДИ насильник. Я не боюсь говорити. І я не почуваюся винною.[1] |
Як стверджують соціологиня Тамара Марценюк та комп'ютерна лінгвістка Христина Скопик у своєму аналізі онлайн флешмобу #яНеБоюсьСказати, акція стала історією опору українського суспільства щодо сексуального насильства та замовчування цієї проблеми.
| Це розповідь про життя в ситуації перманентного насильства щодо жінок, яку ще називають «культурою зґвалтування»[2] |
Авторки зазначають, що виведення теми сексуального насильства проти жінок на рівень публічної дискусії, звертає увагу на те, що зґвалтування — це спосіб підтримання чоловічої влади.
| У суспільстві «культури зґвалтування» жінки змушені постійно думати, як їм поводитися, щоб запобігти насиллю, та його однаково не вдається уникнути.[2] |

## Реакція
В акціях взяли участь сотні користувачок і користувачів Facebook, як в Україні, так і за її межами.
Уже з перших днів флешмобу низка ЗМІ й організацій підготували статті та репортажі про #яНеБоюсьСказати. З'явилися перші оперативні реакції на флешмоб — переповідання історій, якими ділилися постраждалі, інформація про початок флешмобу, коментарі психологів і психологинь, подекуди навіть інформація про те, що робити у випадку, коли ви зазнали насильства.
Під окремими дописами жінки та чоловіки розповіли про історії, які вони бачили серед перехожих чи знайомих. Відвертість більшості історій викликала жваву дискусію в українському інтернет-просторі, тоді як за кордоном більше обурені їх змістом. Флешмоб підняв табуйовану в Україні тему сексуального насильства проти жінок і вказав на реальні, неофіційні масштаби проблеми.
Важливим аспектом є також залучення чоловіків до цієї акції, адже гендернозумовлене насильство в Українському, і не тільки, суспільстві вважається лише жіночою «проблемою». Завдяки #яНеБоюсьСказати чоловіки мали змогу розповісти свої історії та привернути увагу до сексуального насильства над чоловіками.
| Я чоловік, мені 37, а коли було 11, мене намагався звабити привстаркуватий розпусник. Ліг зі мною спати. Я втік коли він почав мене мацати. Сексу не сталося. Розтління дітей це огидно, секс за примусом – негідно. [4] |

Інтернет-видавництва BBC Україна, ТСН, Global Voices та ряд інших видань опублікували інформацію про подію. Загалом про флешмоб #яНеБоюсьСказати, станом на 6 лютого 2017 року, розповіли 138 новинних сайтів, де було створено 278 дописів.

## Книга
Ідея книги з'явилась після того, як авторка гештегу Анастасія Мельниченко дізналась, що росіяни хочуть видавати книгу за гештегом #яНеБоюсьСказати, де мали б розказувати про те, як не допустити насильства. За словами Мельниченко, це обурило її, адже одна з основних ідей її акції — не звинувачувати потерпілу.
У 2017 році за історіями флешмобу вийшла книга Анастасії Мельниченко «#ЯНеБоюсьСказати. Найвідвертіша книжка для підлітків», де освітлюються теми сексуальної освіти, буллінгу, об'єктивації та фемінізму, сексуальне насильство і стратегії поведінки при зіткненні з ним.
Ось що говорить сама авторка про свою книгу: 
| ... книжка про підлітків і про їхні проблеми, про які зазвичай не говорять вголос. Наприклад, про харчові розлади, про ранню вагітність та зґвалтування, про зраду між друзями, про смерть і невиліковні хвороби. У моїй книжці група підлітків проходить через усі ці випробування і допомагає одне одному їх подолати. [5] |

## Аналогічні акції
За своєю сутністю, акція схожа на організований Міжнародний флешмоб проти насильства щодо жінок, який тривав 2017 року з 25 листопада по 1 грудня. Тоді під хештегом ‪#‎RedMyLips‬ жінки фарбували губи червоною помадою та розміщували селфі у соціальні мережі. Дана ініціатива проходить у квітні в США — в місяць публічної дискусії щодо сексуального насильства.
У Twitter вже проходила схожа акція, тоді у світовий тренд вийшов хештег #sendeanlat («Розкажи свою історію про насилля») через вбивство студентки Озгеджан Ослан, яка захищала себе від сексуального нападу
Флешмоб #ГодіМовчати, який започаткувала Анастасія Сальникова, активістка правозахисної організації «Природні права». Акція спрямована на протидію акушерському насильству проти жінок. Існує також  багато міжнародних акцій, подібних до #ГодіМовчати, таких як ‪#‎breakthesilence‬ та ‪#‎bastatacere‬, що також спрямовані проти насильства в галузі акушерства в різних країнах світу.
Однією з найбільш поширених стала соціальна акція-флешмоб проти сексуального насильства і сексуальних домагань, поширені в соціальних мережах в жовтні 2017 року в результаті секс-скандалу навколо кінопродюсера Гарві Вайнштайна. Акція мала назву #MeeToo і була започаткована голівудською акторкою, Алісою Мілано у Twitter, де вона запропонувала жінкам ставити лайк і робити репост, щоб поділитися власним сумним досвідом пережитого сексуального насильства.